# Энеску, Андрей
Андрей Штефан Энеску (рум. Andrei Ştefan Enescu; 12 октября 1987, Дробета-Турну-Северин, Румыния) — румынский футболист, полузащитник клуба «Аванцул».

## Карьера
В своём родном клубе ФК Дробета Андрей начал выступления очень рано — с 13 лет. В 16 он впервые сменил клуб — игрока пригласил более сильный клуб «Билдинг», где футболиста приметили селекционеры именитого «Стяуа», куда он и перешёл в следующем сезоне. За год, проведённый в бухарестском клубе, Андрей так ни разу и не вышел на поле. Поэтому в сезоне 2006/07 футболист перебрался в более скромный клуб высшей румынской лиги — «Пандурий». В этом клубе Андрей дебютировал в чемпионате Румынии. Тот матч оказался единственным для игрока в этом клубе, и он отправился за игровой практикой в молдавский «Шериф», где стал чемпионом страны. После победы в молдавском чемпионате Андрей снова решил попробовать свои силы в родной Румынии, перейдя в «Глорию». После «Глории» он стал играть в клубах второй венгерской лиги, сначала в «Бокше», а затем в «Мезоковесд-Жори». Летом 2012 года Андрей вернулся в «Глорию». Вследствие его яркой игры на протяжении сезона 2012/13 он получил приглашение в «Васлуй», где задержался лишь на сезон. Следующим клубом Андрея стал «Газ Метан».

## Достижения
- Чемпион Молдавии: 2007/08